# Annabella Azín
Annabella Emma Azín Arce (Guayaquil, 30 de mayo de 1961)es una doctora en medicina y política ecuatoriana. Es la esposa del empresario Álvaro Noboa Pontón y madre del actual presidente del Ecuador, Daniel Noboa. Actualmente es asambleísta nacional.

## Biografía
Hija de Giorgio Azín Della Volpe y Grecia Arce Paulson, nació en Guayaquil el 30 de mayo de 1961. Obtuvo su título de doctora en medicina y cirugía en la Universidad Católica de Santiago de Guayaquil. Es la esposa de Álvaro Noboa, con quien tiene cuatro hijos. Desde hace 20 años, Azín se ha involucrado en el trabajo social por parte de la fundación Cruzada Nueva Humanidad, misma de la cual es presidenta.
Fue candidata a la vicepresidencia formando el binomio con su esposo para las elecciones presidenciales del 2009 y también en las elecciones de 2013.
También ha sido diputada del antiguo Congreso Nacional y asambleísta constituyente por el Partido Renovador Institucional de Acción Nacional. Formó parte de los integrantes de la Asamblea Nacional del Ecuador en el Régimen de Transición el cual era llamado "congresillo".
Actualmente, es asambleísta electa por circunscripción nacional por el partido ADN en las elecciones generales 2025-2029.